# Xylostroma giganteum
Xylostroma giganteum är en svampart som beskrevs av Tode 1790. Xylostroma giganteum ingår i släktet Xylostroma och familjen Fomitopsidaceae.   Inga underarter finns listade i Catalogue of Life.